# Canton de Bar-le-Duc-Sud
Le canton de Bar-le-Duc-Sud est une ancienne division administrative française, qui était située dans le département de la Meuse, en région Lorraine.
Le canton est créé en 1973 à partir d'une partie du canton de Bar-le-Duc. À la suite du redécoupage cantonal de 2014, le canton est supprimé.

## Géographie
Ce canton est organisé autour de Bar-le-Duc dans l'arrondissement de Bar-le-Duc. Son altitude varie de 155 m (Robert-Espagne) à 327 m (Bar-le-Duc) pour une altitude moyenne de 228 m.

## Historique
Par décret du 23 juillet 1973, afin de diminuer les écarts de population entre les cantons, le canton de Bar-le-Duc est divisé en deux : le canton de Bar-le-Duc-Nord et le canton de Bar-le-Duc-Sud.
À la suite du redécoupage cantonal de 2014, le canton est supprimé. Les communes se retrouvent dispersés dans les nouveaux cantons de Bar-le-Duc-1 et Bar-le-Duc-2, sauf la commune de Robert-Espagne qui est intégrée dans le canton de Revigny-sur-Ornain.

## Composition
Le canton de Bar-le-Duc-Sud se composait d’une fraction de la commune de Bar-le-Duc et de quatre autres communes. Il comptait 10 044 habitants (population municipale) au 1er janvier 2012.
| Nom                    | Code Insee | Intercommunalité        | Population (dernière pop. légale)              |
| ---------------------- | ---------- | ----------------------- | ---------------------------------------------- |
| Bar-le-Duc (chef-lieu) | 55029      | CA Bar-le-Duc Sud Meuse | Fraction : 7 248(2012) Commune : 15 668 (2014) |
| Combles-en-Barrois     | 55120      | CA Bar-le-Duc Sud Meuse | 847 (2014)                                     |
| Robert-Espagne         | 55435      | CA Bar-le-Duc Sud Meuse | 836 (2014)                                     |
| Savonnières-devant-Bar | 55476      | CA Bar-le-Duc Sud Meuse | 483 (2014)                                     |
| Trémont-sur-Saulx      | 55514      | CA Bar-le-Duc Sud Meuse | 621 (2014)                                     |

## Représentation
| Période | Période      | Identité              | Étiquette          | Qualité |
| ------- | ------------ | --------------------- | ------------------ | --- |
| 1973    | 1982         | Pierre Marizier       | Centriste puis UDF | Assureur, historien, poète, maire de Bar-le-Duc (1959-1970) Ancien conseiller général du Canton de Bar-le-Duc (1958-1973) |
| 1982    | 1999 (décès) | Jean-François Legrand | UDF                | Conseiller municipal de Bar-le-Duc                                                                                        |
| 1999    | 2008         | Gérard Abbas          | UDF puis UMP       | Cadre bancaire Maire de Fains-Véel (depuis 2001) Elu en 2015 dans le Canton de Bar-le-Duc-2                               |
| 2008    | 2015         | Diana André           | PS                 | Enseignante retraitée Maire-adjointe de Bar-le-Duc (2008-2014)                                                            |

## Démographie
| 1975 | 1982 | 1990   | 1999   | 2006  | 2011   | 2012   |
| ---- | ---- | ------ | ------ | ----- | ------ | ------ |
| -    | -    | 10 113 | 10 206 | 9 708 | 10 134 | 10 044 |